# Мансали, Бубакар
Бубакар Мансали (фр. Boubacar Mansaly; род. 4 февраля 1988[…], Гедьявай, Дакар) — сенегальский футболист, полузащитник.

## Карьера
Футбольную карьеру начал в 2009 году в составе клуба «Сент-Этьен». В 2015 году стал игроком румынского клуба «Астра».
В 2017 году на правах перешёл в клуб «ББ Эрзурумспор», за который провел 9 матчей. Летом 2019 года перешёл в казахстанский клуб «Атырау».

## Достижения
«Атырау»
- Финалист Кубка Казахстана: 2019